# Unione Calcio Sampdoria 2021-2022
Questa voce raccoglie le informazioni riguardanti l'Unione Calcio Sampdoria nelle competizioni ufficiali della stagione 2021-2022.

## Stagione
La stagione 2021-2022 è stata per la Sampdoria la 65ª partecipazione nella massima serie del Campionato italiano di calcio, e la 10ª consecutiva.
La stagione blucerchiata parte con la firma di Roberto D'Aversa come nuovo allenatore. Il ritiro precampionato si svolgerà dal 15 al 30 luglio 2021 nel comune di Temù, in Val Camonica, facendo tre test con squadre locali. La squadra ha sostenuto poi due amichevoli con Piacenza (26 luglio) ed Verona (7 agosto, a Pavia).
Il girone d'andata dei blucerchiati è altalenante: i liguri alternano infatti buoni risultati (come la vittoria per 3-0 in trasferta contro l'Empoli) a pessime prestazioni (tra cui due sconfitte casalinghe contro il Napoli per 4-0 e il Bologna per 2-1) che fanno sprofondare la Samp in zona retrocessione. La svolta, almeno parziale, della stagione è la vittoria 3-1 nel derby della Lanterna, seguita da due pareggi che fanno chiudere ai genovesi il girone d'andata salvi al quindicesimo posto. Dopo altre tre sconfitte consecutive (2-1 contro il Cagliari in casa, 1-0 contro il Napoli in trasferta e 2-1 contro il Torino in casa) e la Samp nuovamente in zona pericolosa, arriva l'esonero di D'Aversa. A sostituirlo è chiamato il tecnico Marco Giampaolo, già allenatore dei liguri dal 2016 al 2019 che esordisce con una sconfitta nel derby con lo Spezia (1-0). L'arrivo del tecnico ex-Milan fatica a segnare un cambio nella situazione blucerchiata, con i genovesi che rimangono pericolosamente vicini al terz'ultimo posto a causa di soli dieci punti ottenuti in dodici partite (3V, 1N, 8S); la Samp riesce tuttavia a vincere la stracittadina (1-0) rilanciandosi in classifica e complicando la situazione-salvezza dei rivali rossoblù. La squadra di Giampaolo ottiene la salvezza con una giornata di anticipo grazie alla sconfitta del Genoa contro il Napoli (3-0) e la sconfitta del Cagliari contro l'Inter (1-3).
In Coppa Italia la Samp passa i turni preliminari con Alessandria e Torino per poi essere eliminata agli ottavi dalla Juventus, 4-1.

## Divise e sponsor
Per la stagione 2021/2022 il Main sponsor sarà Banca Ifis, mentre lo sponsor tecnico è Macron.
| Casa | Trasferta | Terza divisa |  |

## Organigramma societario
Area direttiva
- Presidente: Massimo Ferrero (fino al 6 dicembre 2021)
Marco Lanna (dal 27 dicembre 2021)
- Consigliere: Alberto Bosco, Gianni Panconi, Antonio Romei
- Direttore Operativo: Alberto Bosco
- Staff Presidenza e Direzione Operativa: Cinzia Bruzzese, Tiziana Pucci
- Direttore Amministrativo: Alberto Gambale
- Amministrazione: Marco Pesce, Nicole Rinaldi, Alessio Rosabianca, Paolo Speziari
- Segretario Generale: Massimo Ienca
- Segreteria sportiva e affari internazionali: Federico Valdambrini
- Segreteria: Cristina Calvo, Cecilia Lora

Area comunicazione e marketing
- Direttore comunicazione: Paolo Viganò
- Capo ufficio stampa: Federico Berlinghieri
- Ufficio stampa: Federico Falasca, Alessandro Pintimalli
- Direttore marketing: Marco Caroli
- Area marketing: Christian Monti, Nicoletta Sommella
- Responsabile Biglietteria e SLO: Sergio Tantillo
- Service Center Sampdoria: Alberto Casagrande

Area sportiva
- Responsabile aree tecniche: Carlo Osti
- Direttore Sportivo: Daniele Faggiano[20]
- Coordinatore scouting: Fabio Papagni
- Team Manager: Alberto Marangon

Area tecnica
- Allenatore: Roberto D'Aversa (fino al 17 gennaio 2022), poi Felice Tufano (ad interim il 18 gennaio 2022), poi Marco Giampaolo
- Vice allenatore: Andrea Tarozzi (fino al 17 gennaio 2022), poi Francesco Conti
- Collaboratori tecnici: Angelo Palombo, Marco Piccioni (fino al 17 gennaio 2022), Simone Greco (fino al 17 gennaio 2022), Fabio Micarelli (dal 19 gennaio 2022), Daniele Croce (dal 19 gennaio 2022)
- Preparatori atletici: Danilo Massi (fino al 17 gennaio 2022), Massimo Catalano, Luca Morellini (fino al 17 gennaio 2022), Samuele Melotto (dal 19 gennaio 2022), Roberto De Bellis (dal 27 gennaio 2022)
- Preparatore dei portieri: Fabrizio Lorieri
- Collaboratore preparatore portieri: Daniele Battara
- Video Analyst: Sergio Spalla

Area sanitaria
- Responsabile area medica: Amedeo Baldari
- Medici sociali: 	Prof. Claudio Mazzola, Dott. Alessandro Rollero, Dott. Gian Edilio Solimei
- Responsabile staff fisioterapia: Claudio D'Arcangelo
- Fisioterapisti e massaggiatori: Roberto Cappannelli, Valerio Chiappe, Mauro Doimi, Davide Maestri, Luca Traggiai, Alessio Vanin

## Rosa
Aggiornata al 9 febbraio 2022.
| N. |                        | Ruolo | Calciatore                  |
| -- | ---------------------- | ----- | --------------------------- |
| 1  | Italia (bandiera)      | P     | Emil Audero                 |
| 2  | Norvegia (bandiera)    | C     | Morten Thorsby              |
| 3  | Italia (bandiera)      | D     | Tommaso Augello             |
| 4  | Germania (bandiera)    | D     | Julian Chabot               |
| 5  | Portogallo (bandiera)  | C     | Adrien Silva                |
| 5  | Italia (bandiera)      | C     | Stefano Sensi               |
| 6  | Svezia (bandiera)      | C     | Albin Ekdal (vice-capitano) |
| 7  | Ucraina (bandiera)     | A     | Vladyslav Suprjaha          |
| 8  | Italia (bandiera)      | C     | Valerio Verre               |
| 9  | Italia (bandiera)      | A     | Ernesto Torregrossa         |
| 10 | Italia (bandiera)      | A     | Francesco Caputo            |
| 11 | Italia (bandiera)      | C     | Riccardo Ciervo             |
| 11 | Germania (bandiera)    | C     | Abdelhamid Sabiri           |
| 12 | Italia (bandiera)      | D     | Fabio Depaoli               |
| 13 | Italia (bandiera)      | D     | Andrea Conti                |
| 14 | Inghilterra (bandiera) | C     | Ronaldo Vieira              |
| 15 | Gambia (bandiera)      | D     | Omar Colley                 |
| 16 | Norvegia (bandiera)    | C     | Kristoffer Askildsen        |
| 19 | Romania (bandiera)     | D     | Radu Drăgușin               |
| 20 | Paesi Bassi (bandiera) | C     | Mohamed Ihattaren           |
| 21 | Italia (bandiera)      | A     | Sebastian Giovinco          |
| 22 | Giappone (bandiera)    | D     | Maya Yoshida                |

| N. |                      | Ruolo | Calciatore                    |
| -- | -------------------- | ----- | ----------------------------- |
| 23 | Italia (bandiera)    | A     | Manolo Gabbiadini             |
| 24 | Polonia (bandiera)   | D     | Bartosz Bereszyński           |
| 25 | Italia (bandiera)    | D     | Alex Ferrari                  |
| 26 | Italia (bandiera)    | D     | Giangiacomo Magnani           |
| 27 | Italia (bandiera)    | A     | Fabio Quagliarella (capitano) |
| 28 | Spagna (bandiera)    | C     | Gerard Yepes                  |
| 29 | Italia (bandiera)    | D     | Nicola Murru                  |
| 30 | Italia (bandiera)    | P     | Nicola Ravaglia               |
| 31 | Italia (bandiera)    | D     | Francesco Migliardi           |
| 32 | Italia (bandiera)    | P     | Ivan Saio                     |
| 33 | Italia (bandiera)    | P     | Wladimiro Falcone             |
| 34 | Italia (bandiera)    | D     | Luigi Aquino                  |
| 35 | Italia (bandiera)    | D     | Giovanni Bonfanti             |
| 36 | Italia (bandiera)    | P     | Federico Zorzi                |
| 37 | Italia (bandiera)    | A     | Daniele Montevago             |
| 38 | Danimarca (bandiera) | C     | Mikkel Damsgaard              |
| 39 | Italia (bandiera)    | A     | Lorenzo Di Stefano            |
| 40 | Italia (bandiera)    | D     | Marco Somma                   |
| 67 | Italia (bandiera)    | P     | Matteo Esposito               |
| 70 | Italia (bandiera)    | C     | Simone Trimboli               |
| 87 | Italia (bandiera)    | C     | Antonio Candreva              |
| 88 | Venezuela (bandiera) | C     | Tomás Rincón                  |

## Calciomercato

### Sessione estiva (dal 1º luglio al 31 agosto)
| Acquisti         | Acquisti                | Acquisti     | Acquisti                            |
| R.               | Nome                    | da           | Modalità                            |
| ---------------- | ----------------------- | ------------ | ----------------------------------- |
| P                | Matteo Esposito         | Juve Stabia  | prestito                            |
| P                | Wladimiro Falcone       | Cosenza      | fine prestito                       |
| D                | Julian Chabot           | Spezia       | fine prestito                       |
| D                | Fabio Depaoli           | Benevento    | fine prestito                       |
| D                | Radu Drăgușin           | Juventus     | prestito                            |
| D                | Jeison Murillo          | Celta Vigo   | fine prestito                       |
| D                | Nicola Murru            | Torino       | fine prestito                       |
| C                | Antonio Candreva        | Inter        | riscatto cartellino (2,5 milioni €) |
| C                | Riccardo Ciervo         | Roma         | prestito                            |
| C                | Ronaldo Vieira          | Verona       | fine prestito                       |
| A                | Federico Bonazzoli      | Torino       | fine prestito                       |
| A                | Gianluca Caprari        | Benevento    | fine prestito                       |
| A                | Francesco Caputo        | Sassuolo     | prestito                            |
| A                | Manuel De Luca          | Chievo       | svincolato                          |
| A                | Mohamed Ihattaren       | Juventus     | prestito                            |
| A                | Antonino La Gumina      | Empoli       | riscatto cartellino (5,5 milioni €) |
| A                | Ernesto Torregrossa     | Brescia      | riscatto cartellino (6 milioni €)   |
| Altre operazioni |                         |              |                                     |
| R.               | Nome                    | da           | Modalità                            |
| P                | Elia Tantalocchi        | Fermana      | prestito                            |
| D                | Giovanni Bonfanti       | Atalanta     | definitivo                          |
| D                | Axel Campeol            | Grosseto     | fine prestito                       |
| D                | Tommaso Farabegoli      | Feralpisalò  | fine prestito                       |
| D                | Cristian Hadžiosmanović | Casertana    | fine prestito                       |
| D                | Niccolò Samotti         | Pordenone    | definitivo                          |
| D                | Mauro Sepe              | Napoli       | prestito                            |
| C                | Leonardo Benedetti      | Vis Pesaro   | fine prestito                       |
| C                | Marco Bontempi          | Chievo       | svincolato                          |
| C                | Filippo Fraraccio       | Vastogirardi | definitivo                          |
| C                | Antonio Palumbo         | Ternana      | fine prestito                       |
| C                | Liam Perego             | Atalanta     | definitivo                          |
| C                | Lorenzo Sabattini       | Imolese      | fine prestito                       |
| C                | Andrea Tessiore         | Vis Pesaro   | fine prestito                       |
| A                | Mohamed Bahlouli        | Cosenza      | fine prestito                       |
| A                | Ibourahima Baldé        | Foggia       | fine prestito                       |
| A                | Felice D'Amico          | Pro Sesto    | fine prestito                       |
| A                | Ognjen Stijepović       | Grosseto     | fine prestito                       |
| A                | Matteo Stoppa           | Pistoiese    | fine prestito                       |

| Cessioni         | Cessioni                | Cessioni      | Cessioni                 |
| R.               | Nome                    | a             | Modalità                 |
| ---------------- | ----------------------- | ------------- | ------------------------ |
| P                | Karlo Letica            | Club Bruges   | fine prestito            |
| D                | Jeison Murillo          | Celta Vigo    | prestito                 |
| D                | Vasco Regini            | Reggina       | svincolato               |
| D                | Kaique Rocha            | Internacional | prestito biennale        |
| D                | Lorenzo Tonelli         | Empoli        | definitivo               |
| C                | Jakub Jankto            | Getafe        | definitivo (6 milioni €) |
| C                | Mehdi Léris             | Brescia       | prestito                 |
| C                | Gastón Ramírez          |               | svincolato               |
| A                | Keita Baldé             | Monaco        | fine prestito            |
| A                | Federico Bonazzoli      | Salernitana   | prestito                 |
| A                | Gianluca Caprari        | Verona        | prestito                 |
| A                | Manuel De Luca          | Perugia       | prestito                 |
| A                | Antonino La Gumina      | Como          | prestito                 |
| A                | Erik Gerbi              | Timișoara     | prestito                 |
| Altre operazioni |                         |               |                          |
| R.               | Nome                    | a             | Modalità                 |
| P                | Petar Zovko             | Spezia        | svincolato               |
| D                | Antony Angileri         | Piacenza      | prestito                 |
| D                | Axel Campeol            |               | ritiro                   |
| D                | Emmanuel Ercolano       | Latina        | prestito                 |
| D                | Tommaso Farabegoli      | Ancona        | prestito                 |
| D                | Simone Giordano         | Piacenza      | prestito                 |
| D                | Cristian Hadžiosmanović | Teramo        | definitivo               |
| D                | Adam Obert              | Cagliari      | svincolato               |
| C                | Leonardo Benedetti      | Imolese       | prestito                 |
| C                | Michael Brentan         | Pro Sesto     | prestito                 |
| C                | Antonio Palumbo         | Ternana       | definitivo               |
| C                | Lorenzo Sabattini       | Ancona        | prestito                 |
| C                | Antonis Siatounis       | Monza         | svincolato               |
| C                | Andrea Tessiore         | Latina        | definitivo               |
| A                | Mohamed Bahlouli        |               | risoluzione contratto    |
| A                | Ibourahima Baldé        | Messina       | definitivo               |
| A                | Felice D'Amico          | Gubbio        | prestito                 |
| A                | Ognjen Stijepović       | Spezia        | definitivo               |
| A                | Matteo Stoppa           | Juve Stabia   | prestito                 |

### Sessione invernale(dal 3 gennaio al 31 gennaio)
| Acquisti         | Acquisti            | Acquisti    | Acquisti   |
| R.               | Nome                | da          | Modalità   |
| ---------------- | ------------------- | ----------- | ---------- |
| D                | Andrea Conti        | Milan       | definitivo |
| D                | Giangiacomo Magnani | Verona      | prestito   |
| C                | Tomás Rincón        | Torino      | prestito   |
| C                | Abdelhamid Sabiri   | Ascoli      | prestito   |
| C                | Stefano Sensi       | Inter       | prestito   |
| A                | Vladyslav Suprjaha  | Dinamo Kiev | prestito   |
| Altre operazioni |                     |             |            |
| R.               | Nome                | da          | Modalità   |

| Cessioni         | Cessioni            | Cessioni | Cessioni                         |
| R.               | Nome                | a        | Modalità                         |
| ---------------- | ------------------- | -------- | -------------------------------- |
| D                | Julian Chabot       | Colonia  | prestito biennale                |
| D                | Fabio Depaoli       | Verona   | prestito                         |
| C                | Adrien Silva        |          | risoluzione contratto            |
| C                | Valerio Verre       | Empoli   | prestito con diritto di riscatto |
| A                | Ernesto Torregrossa | Pisa     | prestito                         |
| Altre operazioni |                     |          |                                  |
| R.               | Nome                | a        | Modalità                         |

### Operazioni esterne alle sessioni
| Acquisti | Acquisti           | Acquisti | Acquisti        | Acquisti   |
| R.       | Nome               | da       | Data            | Modalità   |
| -------- | ------------------ | -------- | --------------- | ---------- |
| A        | Sebastian Giovinco |          | 9 febbraio 2022 | svincolato |

| Cessioni | Cessioni | Cessioni | Cessioni | Cessioni |
| R.       | Nome     | a        | Data     | Modalità |
| -------- | -------- | -------- | -------- | -------- |

## Risultati

### Coppa Italia

#### Turni eliminatori
| Arbitro: | Colombo (Como) |

|                                             |           |                          |
| Quagliarella 28’ Gabbiadini 47’ Thorsby 52’ | Marcatori | 8’ Chiarello 45’ Corazza |

| Arbitro: | Piccinini (Forlì) |

|                                   |           |                       |
| Quagliarella 16’ (rig.) Verre 60’ | Marcatori | 54’ (rig.) Mandragora |

#### Fase a eliminazione diretta
| Arbitro: | Fourneau (Roma) |

|                                                      |           |           |
| Cuadrado 25’ Rugani 52’ Dybala 67’ Morata 77’ (rig.) | Marcatori | 63’ Conti |

## Statistiche

### Statistiche di squadra
| Competizione | Punti | In casa | In casa | In casa | In casa | In casa | In casa | In trasferta | In trasferta | In trasferta | In trasferta | In trasferta | In trasferta | Totale | Totale | Totale | Totale | Totale | Totale | DR  |
| Competizione | Punti | G       | V       | N       | P       | Gf      | Gs      | G            | V            | N            | P            | Gf           | Gs           | G      | V      | N      | P      | Gf     | Gs     | DR  |
| ------------ | ----- | ------- | ------- | ------- | ------- | ------- | ------- | ------------ | ------------ | ------------ | ------------ | ------------ | ------------ | ------ | ------ | ------ | ------ | ------ | ------ | --- |
| Serie A      | 36    | 19      | 6       | 3       | 10      | 29      | 32      | 19           | 4            | 3            | 12           | 17           | 31           | 38     | 10     | 6      | 22     | 46     | 63     | -17 |
| Coppa Italia | -     | 2       | 2       | 0       | 0       | 5       | 3       | 1            | 0            | 0            | 1            | 1            | 4            | 3      | 2      | 0      | 1      | 6      | 7      | -1  |
| Totale       | -     | 21      | 8       | 3       | 10      | 34      | 35      | 20           | 4            | 3            | 13           | 18           | 35           | 41     | 12     | 6      | 23     | 52     | 70     | -18 |

### Andamento in campionato
| Giornata  | 1  | 2  | 3  | 4  | 5  | 6  | 7  | 8  | 9  | 10 | 11 | 12 | 13 | 14 | 15 | 16 | 17 | 18 | 19 | 20 | 21 | 22 | 23 | 24 | 25 | 26 | 27 | 28 | 29 | 30 | 31 | 32 | 33 | 34 | 35 | 36 | 37 | 38 |
| --------- | -- | -- | -- | -- | -- | -- | -- | -- | -- | -- | -- | -- | -- | -- | -- | -- | -- | -- | -- | -- | -- | -- | -- | -- | -- | -- | -- | -- | -- | -- | -- | -- | -- | -- | -- | -- | -- | -- |
| Luogo     | C  | T  | C  | T  | C  | T  | C  | T  | C  | C  | T  | C  | T  | C  | T  | C  | T  | C  | T  | C  | T  | C  | T  | C  | T  | C  | T  | T  | C  | T  | C  | T  | C  | T  | C  | T  | C  | T  |
| Risultato | P  | N  | N  | V  | P  | P  | N  | P  | V  | P  | P  | P  | V  | V  | P  | P  | V  | N  | N  | P  | P  | P  | P  | V  | P  | V  | P  | P  | P  | V  | P  | P  | P  | N  | V  | P  | V  | P  |
| Posizione | 13 | 12 | 15 | 11 | 12 | 14 | 15 | 17 | 15 | 15 | 15 | 18 | 16 | 14 | 15 | 15 | 14 | 15 | 14 | 14 | 14 | 15 | 16 | 16 | 16 | 14 | 14 | 15 | 16 | 15 | 16 | 16 | 16 | 16 | 15 | 15 | 15 | 15 |

Fonte:  Calendario e Risultati - Lega Serie A, su legaseriea.it.
Legenda:

Luogo: C = Casa; T = Trasferta. Risultato: V = Vittoria; N = Pareggio; P = Sconfitta.

### Statistiche dei giocatori
In corsivo i giocatori ceduti a stagione in corso.
| Giocatore       | Serie A  | Serie A | Serie A     | Serie A    | Coppa Italia | Coppa Italia | Coppa Italia | Coppa Italia | Totale   | Totale | Totale      | Totale     |
| Giocatore       | Presenze | Reti    | Ammonizioni | Espulsioni | Presenze     | Reti         | Ammonizioni  | Espulsioni   | Presenze | Reti   | Ammonizioni | Espulsioni |
| --------------- | -------- | ------- | ----------- | ---------- | ------------ | ------------ | ------------ | ------------ | -------- | ------ | ----------- | ---------- |
| K. Askildsen    | 19       | 0       | 5           | 0          | 3            | 0            | 1            | 0            | 22       | 0      | 6           | 0          |
| E. Audero       | 29       | -49     | 2           | 0          | 1            | -2           | 0            | 0            | 30       | -51    | 2           | 0          |
| T. Augello      | 36       | 1       | 0           | 0          | 2            | 0            | 0            | 0            | 38       | 1      | 0           | 0          |
| B. Bereszyński  | 35       | 0       | 12          | 0          | 2            | 0            | 0            | 0            | 37       | 0      | 12          | 0          |
| A. Candreva     | 36       | 7       | 6           | 1          | 3            | 0            | 0            | 0            | 39       | 7      | 6           | 1          |
| G. Caprari      | 0        | 0       | 0           | 0          | 1            | 0            | 0            | 0            | 1        | 0      | 0           | 0          |
| F. Caputo       | 36       | 11      | 0           | 0          | 2            | 0            | 0            | 0            | 38       | 11     | 0           | 0          |
| J. Chabot       | 11       | 0       | 5           | 0          | 2            | 0            | 2            | 0            | 13       | 0      | 7           | 0          |
| R. Ciervo       | 10       | 0       | 0           | 0          | 2            | 0            | 1            | 0            | 12       | 0      | 1           | 0          |
| O. Colley       | 32       | 0       | 5           | 1          | 1            | 0            | 0            | 0            | 33       | 0      | 5           | 1          |
| A. Conti        | 7        | 1       | 1           | 0          | 1            | 1            | 0            | 0            | 8        | 2      | 1           | 0          |
| M. Damsgaard    | 11       | 0       | 1           | 0          | 1            | 0            | 0            | 0            | 12       | 0      | 1           | 0          |
| F. Depaoli      | 6        | 0       | 1           | 0          | 2            | 0            | 0            | 0            | 8        | 0      | 1           | 0          |
| R. Drăgușin     | 13       | 0       | 1           | 0          | 2            | 0            | 0            | 0            | 15       | 0      | 1           | 0          |
| A. Ekdal        | 26       | 1       | 11          | 1          | 1            | 0            | 0            | 0            | 27       | 1      | 11          | 1          |
| M. Esposito     | 0        | 0       | 0           | 0          | 0            | 0            | 0            | 0            | 0        | 0      | 0           | 0          |
| W. Falcone      | 10       | -14     | 2           | 0          | 2            | -5           | 0            | 0            | 12       | -19    | 2           | 0          |
| A. Ferrari      | 23       | 1       | 4           | 0          | 1            | 0            | 0            | 0            | 24       | 1      | 4           | 0          |
| M. Gabbiadini   | 18       | 6       | 3           | 0          | 3            | 1            | 0            | 0            | 21       | 7      | 3           | 0          |
| S. Giovinco     | 2        | 0       | 0           | 0          | 0            | 0            | 0            | 0            | 2        | 0      | 0           | 0          |
| M. Ihattaren    | 0        | 0       | 0           | 0          | 0            | 0            | 0            | 0            | 0        | 0      | 0           | 0          |
| J. Jankto       | 0        | 0       | 0           | 0          | 1            | 0            | 0            | 0            | 1        | 0      | 0           | 0          |
| G. Magnani      | 4        | 0       | 0           | 0          | 1            | 0            | 0            | 0            | 5        | 0      | 0           | 0          |
| J. Murillo      | 0        | 0       | 0           | 0          | 1            | 0            | 1            | 0            | 1        | 0      | 1           | 0          |
| N. Murru        | 22       | 1       | 5           | 0          | 2            | 0            | 1            | 0            | 24       | 1      | 6           | 0          |
| N. Prelec       | 0        | 0       | 0           | 0          | 0            | 0            | 0            | 0            | 0        | 0      | 0           | 0          |
| F. Quagliarella | 33       | 4       | 2           | 0          | 2            | 2            | 0            | 0            | 35       | 6      | 2           | 0          |
| N. Ravaglia     | 1        | 0       | 0           | 0          | 0            | 0            | 0            | 0            | 1        | 0      | 0           | 0          |
| T. Rincón       | 17       | 0       | 3           | 0          | 1            | 0            | 1            | 0            | 18       | 0      | 4           | 0          |
| K. Rocha        | 0        | 0       | 0           | 0          | 0            | 0            | 0            | 0            | 0        | 0      | 0           | 0          |
| A. Sabiri       | 14       | 3       | 3           | 0          | 0            | 0            | 0            | 0            | 14       | 3      | 3           | 0          |
| S. Sensi        | 11       | 1       | 1           | 0          | 0            | 0            | 0            | 0            | 11       | 1      | 1           | 0          |
| A. Silva        | 17       | 0       | 3           | 1          | 1            | 0            | 1            | 0            | 18       | 0      | 4           | 1          |
| V. Suprjaha     | 1        | 0       | 0           | 0          | 0            | 0            | 0            | 0            | 1        | 0      | 0           | 0          |
| M. Thorsby      | 35       | 3       | 10          | 0          | 3            | 1            | 0            | 0            | 38       | 4      | 10          | 0          |
| E. Torregrossa  | 10       | 0       | 1           | 0          | 2            | 0            | 0            | 0            | 12       | 0      | 1           | 0          |
| S. Trimboli     | 5        | 0       | 1           | 0          | 0            | 0            | 0            | 0            | 5        | 0      | 1           | 0          |
| V. Verre        | 11       | 0       | 0           | 0          | 1            | 1            | 0            | 0            | 12       | 1      | 0           | 0          |
| R. Vieira       | 14       | 0       | 3           | 0          | 1            | 0            | 1            | 0            | 15       | 0      | 4           | 0          |
| G. Yepes Laut   | 4        | 0       | 0           | 0          | 0            | 0            | 0            | 0            | 4        | 0      | 0           | 0          |
| M. Yoshida      | 26       | 2       | 2           | 0          | 0            | 0            | 0            | 0            | 26       | 2      | 2           | 0          |